# فرحان خان
فرحان خان (3 مارس 1990 في باكستان - ) هو لاعب كريكت باكستاني.

## وصلات خارجية
- فرحان خان على موقع إي آس بي آن كريك إنفو (الإنجليزية)